# Gerhard von dem Busch
Gerhard von dem Busch (22. září 1791 Brémy – 19. září 1868 tamtéž) byl německý lékař, odborný překladatel a malakolog.

## Život
Gerhard von dem Busch byl synem brémského právníka a vnukem stejnojmenného brémského starosty. Studoval medicínu na univerzitách v Heidelbergu a Göttingenu. Během studií se stal členem spolku Guestphalia I v Heidelbergu a v Göttingenu vstoupil do Corps Bremensia. V Göttingenu získal v roce 1814 doktorát s disertační prací de intestino coeco eiusque processu vermiformi. Gerhard von dem Busch pracoval jako praktický lékař v Brémách. Trvalého významu dosáhl díky četným překladům vědeckých prací lékařů Christophera R. Pembertona, Johna Abercrombieho, Magnuse Hussa a dalších. Ve stáří se začal věnovat konchologii. Jeho sbírka závornatkovitých plžů z celého světa, která je významná pro vědu, se nyní nachází na univerzitě v Brémách.